# Bundesarbeitsgemeinschaft Schuldnerberatung
Die Bundesarbeitsgemeinschaft Schuldnerberatung e.V. (BAG-SB) wurde 1986 als Interessensvertretung der Schuldner- und Insolvenzberatungspraxis sowie der ver- und überschuldeten Haushalte in Deutschland gegründet. Die BAG-SB setzt sich für verbraucher- und schuldnerspezifische Themen ein und will in der Öffentlichkeit auf die Probleme der Ratsuchenden aufmerksam machen. Zusammen mit der Verbraucherzentrale Bundesverband und den Wohlfahrtsverbänden bildet sie die Arbeitsgemeinschaft Schuldnerberatung der Verbände (AGSBV).